# 加藤晃 (弁護士)
加藤 晃（かとう あきら、1896年（明治29年）5月25日 - 1988年（昭和63年）5月10日）は、日本の弁護士。第二東京弁護士会会長、関東弁護士会連合会理事長を歴任。

## 略歴
- 1896年（明治29年）5月25日 - 山梨県にて生まれる。
- 1921年（大正10年） - 法政大学法律学科を卒業する。
- 1988年（昭和63年）5月10日 - 老衰で死去、91歳。

## 人物
1967年（昭和42年）に勲三等旭日中綬章を受章する。